# Ga Gwangnaru
Ga Gwangnaru là ga trên Tàu điện ngầm vùng thủ đô Seoul tuyến 5.

## Bố trí ga
| Achasan ↑ |
| \| W/B    |
| ↓ Cheonho |

| Hướng Tây  | ●Tuyến 5 | ← Hướng đi Banghwa                      |
| Hướng Đông | ●Tuyến 5 | → Hướng đi Hanam Geomdansan · Macheon → |

## Vùng lân cận
- Lối thoát 1: Trường tiểu học và trung học Gwangjang
- Lối thoát 2: W Seoul Walkerhill, Presbyterian College and Theological Seminary
- Lối thoát 3: Trường tiểu học, trung học & cao trung Gwangnam
- Lối thoát 4: Trường tiểu học, trung học Yangjin
- Tất cả lối thoát: Thư viện kỹ thuật số công cộng Gwangjin